# إيفان توماس
إيفان توماس (25 سبتمبر 1991 في المملكة المتحدة - )  (بالإنجليزية: Ivan Thomas)‏ هو لاعب كريكت بريطاني. لعب مع Kent County Cricket Club ‏ وLeeds/Bradford MCC University ‏.

## وصلات خارجية
- إيفان توماس على موقع إي آس بي آن كريك إنفو (الإنجليزية)